# Reußen (historischer Begriff)

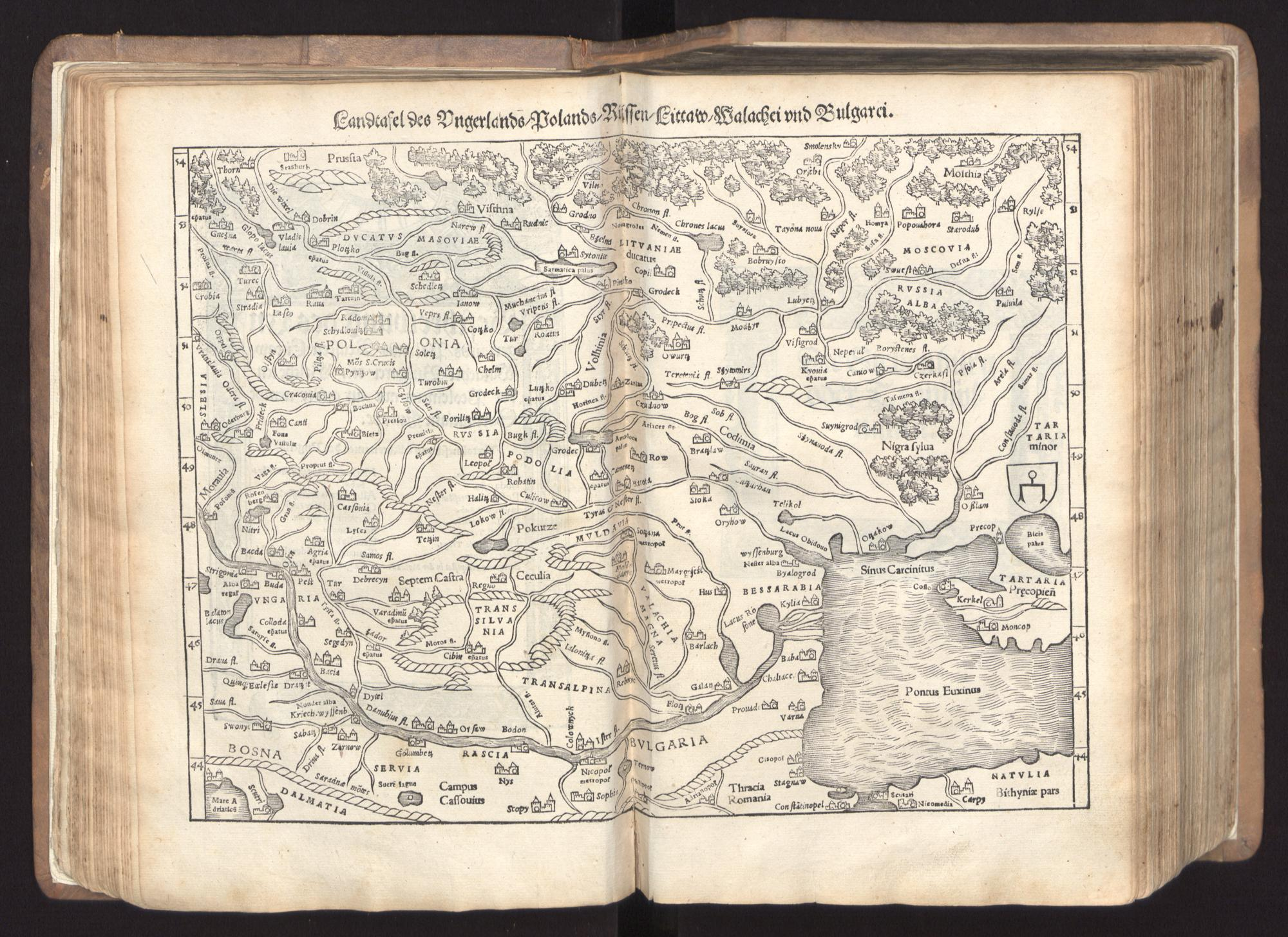
"Landtafel des Ungerlands, Polands, Reussen, Littaw, Walachei, Bulgarei" aus der Cosmographia von Sebastian Münster ca. 1550

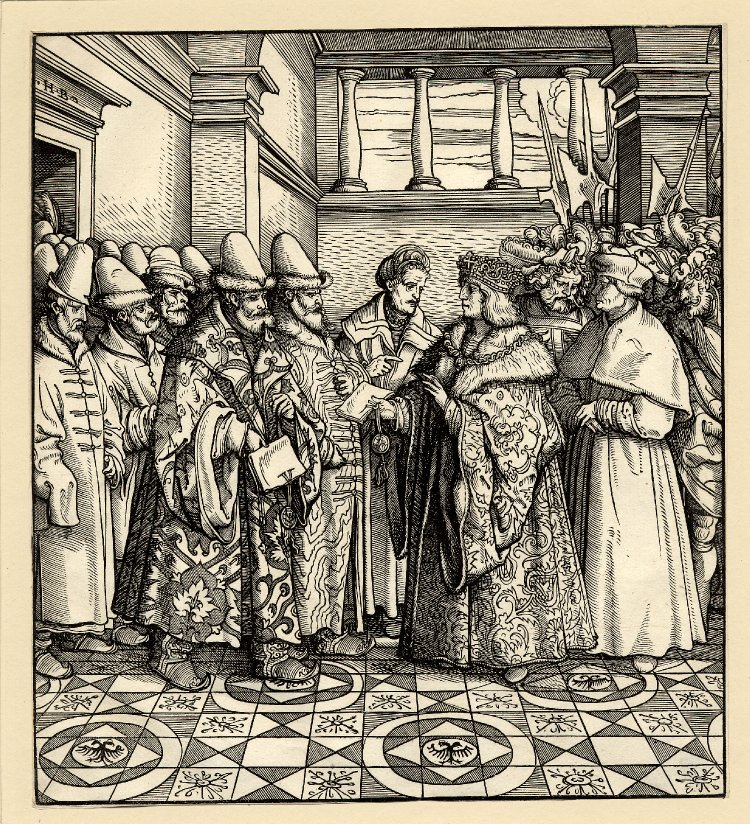
»Das ist der weyssen Reüssen bundt«, Hans Burgkmair der Ältere, 1515. Der Bündnisschluss von Maximilian I. mit dem Großfürsten von Moskau

Reußen ist eine veraltete deutsche Bezeichnung für die Rus, die Ruthenen, je nach Kontext auch die Russen, die Ukrainer, die Belarussen sowie alle Ostslawen generell sowohl als Ethnonym als auch als Landesname.
Sebastian Münster hat  Reußen (Reüßen) in seiner Cosmographia (1545) wie folgt beschrieben:

„Dies Folk ist vor etlichen Jahren gar verachtet gewesen von den Reüßen, das der Fürst von Kiow von innen allein begehrt […] Aber es erhob sich der Litauer Herzog mit Namen Viten und war den Reüßen wiederspinnig […] Seine Nachkömmlinge oft die Reüßen überfallen, das gleiche Preüssen, Moscowytern und Polecken und sie beraubt, bis das Teütschen Kreuzbrüder von Preüssen von Herzog von Conzaden, der über Moscowytter regiert, beruft worden […]“

„Evsia und Ruthenia,das man auch Podoliam nennt, hat vorzeyte auch Roxalana geheißen. Es liegt hinder Poland und stoßt gegen mittag an die Moldaw unnd Walachey. Es ist ein ganz fruchtbar Land […]. In diesem Reüssen seind die gebiet Halicien, Premislien, Sannok, un Leopolis. Dise Leopolis zu Teütsch Lemburg ist die hauptstatt in Reüßen, hat den namen empfangen von dem Keyser Leone zu gedächtnuß des grossen siegs den er erlangt wider die völcker desselbigen lands.“

„Weyssen Reüssen land das über de Neper liegt, hat vil Kalmuß gege dem Don, das ist der Tanais, hat auch vil Reupoticum da selbst und in der Littaw [...].  Die weissen Reüssen sind under dem fürsten von Moscouia.“

Der Begriff wurde bis zum Anfang des 20. Jahrhunderts alternativ für „Russen“ und „Russland“ verwendet und schloss alle Ostslawen ein. Eine typische und heute noch oft zitierte Redewendung ist der Zar oder der Selbstherrscher aller Reußen.
Katharina die Große verwendete diesen Begriff 1763 im sogenannten Einladungsmanifest:

„Von Gottes Gnaden Wir Catharina die Zweyte, Kayserin … aller Reußen, …

Gegeben zu Peterhof, im Jahre 1763 den 22ten Juli, im Zweyten Jahre Unserer Regierung“

Der Name des deutschen Hauses Reuß ist abgeleitet von dieser Bezeichnung (Ruthenus).
Eine der späten Verwendungen dieser Schreibweise findet sich in dem Buch von Stanislaus Smolka mit dem Titel Die Reussische Welt. Historisch-politische Studien. Vergangenheit und Gegenwart (1916).